# Iassus reflexus
Iassus reflexus är en insektsart som beskrevs av Kuoh 1986. Iassus reflexus ingår i släktet Iassus och familjen dvärgstritar. Inga underarter finns listade i Catalogue of Life.